# Uraria prunellifolia
Uraria prunellifolia är en ärtväxtart som beskrevs av John Gilbert Baker. Uraria prunellifolia ingår i släktet Uraria och familjen ärtväxter. Inga underarter finns listade i Catalogue of Life.